# Ferdinand von Hansemann
Ferdinand von Hansemann (-Pempowo), född 10 september 1861 i Berlin, död där 3 oktober 1900, var en tysk jurist och politiker. Han var son till Adolph von Hansemann och sonson till David Hansemann.
Hansemann upprättade på ett gods i Posen en mycket uppmärksammad mönsterfarm och grundade till främjande av tyskheten i Posen och Västpreussen 1894 tillsammans med Hermann Kennemann och Heinrich von Tiedemann Deutscher Ostmarkenverein, som snart blev medelpunkten för dessa av polackerna häftigt bekämpade strävanden.

## Fotnoter
1. 1 2  Gemeinsame Normdatei, läst: 24 april 2014.[källa från Wikidata]